# Bunostomose
Als Bunostomose bezeichnet man eine Parasitose bei Wiederkäuern, die durch Hakenwürmer der Gattung Bunostomum verursacht wird. In Mitteleuropa sind dies beim Hausrind Bunostomum phlebotomum und bei Hausschafen und -ziegen Bunostomum trigonocephalum. Beide Arten kommen auch bei wildlebenden Wiederkäuern wie Hirschen vor.

## Krankheitsentstehung
Die Parasiten saugen sich an die Dünndarmschleimhaut und saugen dort Blut. Da die Larvenentwicklung in der Außenwelt nur bei wärmeren Temperaturen (mindestens 15 °C) stattfindet und keine Überwinterung im Freien erfolgt, ist der Befall in der gemäßigten Klimazone meist nur gering.
Die Parasitose tritt vor allem in feuchten Ställen auf, im Spätsommer auch auf Weiden. Die Hakenwürmer können sowohl durch orale Aufnahme der Larve 3 mit dem Futter als auch durch die Penetration der Haut durch die Larve in den Wirt gelangen, wobei letzterer Ansteckungsweg der häufigere ist. Dabei vollziehen die Larven eine Körperwanderung über die Lunge zu Zwölffingerdarm und Jejunum. Dort häuten sie sich zu den Adulten. Die Präpatenz beträgt bei Schafen und Ziegen 7, bei Rindern 8 Wochen. Die Hakenwürmer saugen sich mit ihrer Mundkapsel an die Schleimhaut, verdauen das Gewebe und eröffnen so Blutgefäße. Die Schädigung des Wirtes erfolgt vor allem durch Blutentzug. Die Parasiten vollziehen an der Schleimhaut häufigere Ortswechsel, und die verlassenen Stellen zeigen oft auch Nachblutungen, die den Blutverlust verstärken. Zudem verursachen die Schleimhautschäden eine diphtheroide Enteritis.

## Klinisches Bild, Diagnose und Behandlung
Krankheitserscheinungen treten vor allem bei Jungtieren auf. An den Larveneintrittsstellen (bei Lämern vor allem die Leistengegend) kommt es zu Rötung, Pusteln, Bläschen oder auch Quaddelsucht. Bei Rindern dringen sie vor allem im Zwischenklauenspalt ein und es kann auch zum Belecken der Füße und zum Aufstampfen kommen. Die Lungenpassage der Parasiten kann zu Husten führen. Die Hauptsymptome sind jedoch eine Anämie mit blassen Schleimhäuten, Hypalbuminämie mit Kehlgangsödemen sowie Abgeschlagenheit, geringere Lebendmassezunahme und stumpfes, glanzloses Fell. Gelegentlich tritt auch blutiger Durchfall auf. Ein Befall mit 2000 Hakenwürmern kann bei Rindern zum Tod führen, bei Lämmern reichen 600 Hakenwürmer aus. Solche Befallsraten werden in den gemäßigten Breiten aber kaum erreicht, weshalb Todesfälle vor allem in den wärmeren Klimazonen (Tropen und Subtropen) auftreten. Die höchste Wurmlast tritt in den Subtropen gegen Ende der Trockenzeit auf.
Die Diagnose kann durch Nachweis der etwa 90 × 50 µm großen, dünnschaligen Eier im Kot mittels Flotationsverfahren erfolgen. Diese enthalten eine Morula mit 16 Furchungsstadien.
Die Behandlung erfolgt mit gängigen Anthelminthika. Trockene Ställe und Ausläufe sind vorbeugend.